# ディアッセ日系企業専用経済特区
ディアッセ日系企業専用経済特区（Ndiass　）は、西アフリカに位置するセネガル共和国に創設された日系企業専用の経済特区（アフリカ貿易・投資促進合同ミッション）
セネガル共和国は2020年世界平和度指数ランキングで 47位にランクインし、西アフリカ地域では随一の治安を誇る。（日本：9位、韓国：48位、ベトナム：64位）
近年はモーリタニア・セネガル国境付近海域で大規模な天然ガスと石油が発見され、2021年より生産開始の予定であったが新型コロナウイルスの影響により2年延期し、2023年より生産開始予定となった。
同国は天然資源産出国となる事で、将来的な経済発展が期待されている。

## 創設までの経緯と特徴
2020年2月20日，中谷真一外務大臣政務官はミッション参加企業と共に，マッキー・サル大統領を表敬するとともに，アマドゥ・ホットゥ経済・計画・協力大臣と会談した。サル大統領からは，日本・セネガルは外交関係樹立60周年に象徴されるように古くからのパートナーであり，セネガルはその技術力を必要としていると述べた。ホットゥ大臣からは，セネガルが欧米を始めとする世界に向けた輸出拠点となることが強調され，日本側が要望した日本企業向けのワンストップ窓口を投資・大規模工事促進公社（APIX）内に設置し，日本企業専用の経済特区をセネガルに創設する旨発言があった。　その後、2020年7月にディアッセ地区に日系企業専用の経済特区が創設。
セネガル唯一の国際空港（ブレーズ・ジャーニュ国際空港）に隣接しており、将来的な経済都市Diamniadioまで車で20分の距離にある。
経済特区内では通常の経済活動に伴う税務負担が大幅に軽減され、企業と雇用者との雇用関係においても優遇される。

## 専属プロモーター
ディアッセ日系企業専用経済特区は、日本人が経営するACTY SENEGAL社が唯一のプロモータとして誘致権利を獲得している。

## 各種経済指標
- GDP成長率：5.3％ （2019年）、6.4％ （2018年）
- 一人当たりのGDP： 1,446.83 USD（2019年）

## セネガルが加盟する貿易圏
セネガル共和国は、将来的に発展が期待される西アフリカ諸国経済共同体（ECOWAS）、アフリカ大陸自由貿易地域（AfCFTA）に加盟しており域内の取引において関税不要の多国間取引が可能。

## セネガルの現状
多数のJICA職員がセネガル共和国で活動しており、JICA公式ホームページでもセネガル共和国は地理的にも西アフリカ内陸国への玄関口として、流通及び経済活動などの地域拠点となっており、我が国が日本企業の西アフリカへの進出及び投資環境を促進・改善する意義は大きい、と述べている。
国連の西アフリカ事務総長特別代表事務所がある。